# Campionati europei juniores di scherma 2004
I Campionati europei juniores di scherma del 2004 (2004 European Juniors Fencing Championships) sono stati organizzati dalla Confederazione europea di scherma e si sono svolti a Espinho, in Portogallo, dal 4 al 9 novembre 2004.
Nel fioretto, si sono aggiudicati i titoli di campione europeo il russo Igor' Gridnev, che ha battuto in finale l'israeliano Maor Hatoel, e la tedesca Caroline Wutz che ha avuto la meglio sulla polacca Agata Kantorska.
Nella spada il russo Ruslan Gadiev ha battuto in finale il rumeno Adrian Pop, mentre tra le donne l'ucraina Tetjana Novakovs'ka ha superato la polacca Magdalena Piekarska.
Nella sciabola il tedesco Nicolas Limbach ha prevalso sul tedesco Björn Hübner, mentre la tedesca Caroline Wutz ha battuto la polacca Agata Kantorska.
Nei campionati europei juniores a squadre maschili, la nazionale tedesca ha prevalso nella finale del fioretto contro Israele, mentre la nazionale francese ha vinto nella spada contro la formazione ceca, ed infine la nazionale tedesca ha avuto la meglio sulla la compagine ucraina nella sciabola.
Nei campionati europei juniores a squadre femminili, la nazionale russa ha prevalso nella finale del fioretto contro la Germania, l'Ucraina ha vinto nella spada contro la compagine israeliana, ed infine la formazione ucraina ha avuto la meglio sulla la nazionale russa nella sciabola.

## Podi

### Uomini
| Specialità  | Oro                                                                        | Argento                                                             | Bronzo                                                             |
| Individuali |                                                                            |                                                                     |                                                                    |
| Fioretto    | Igor' Gridnev                                                              | Maor Hatoel                                                         | Benjamin Kleibrink Stanislaw De Bazelaire                          |
| Spada       | Ruslan Gadiev                                                              | Adrian Pop                                                          | Vseslav Morgoev Bastien Sicot                                      |
| Sciabola    | Nicolas Limbach                                                            | Björn Hübner                                                        | Dmytro Bojko Franz Boghicev                                        |
| A squadre   |                                                                            |                                                                     |                                                                    |
| Fioretto    | Germania Sebastian Bachmann Benjamin Kleibrink Thomas Stanek Istvan Takats | Israele Oren Bassal Maor Hatoel Gilad Lubaton Yaaqov Or Htuel       | Russia Renal Ganeev Vladimir Golovin Igor' Gridnev Dmitrij Petrov  |
| Spada       | Francia Pierre Moigneteau Jérémy Richer Bastien Sicot Romain Garbay        | Rep. Ceca Jakub Ambroz Matyas Ambroz Jan Čermák Ales Jungmann       | Russia Anton Avdeev Ruslan Gadiev Vseslav Morgoev Denis Sidorov    |
| Sciabola    | Germania Franz Boghicev Björn Hübner Nicolas Limbach Johannes Klebes       | Ucraina Dmytro Bojko Jurij Hurin Vasyl' Kalyns'kyj Oleksandr Torčuk | Russia Pavel Galushkin Dmitri Karavaev Nikolay Kovalev Artem Zanin |

### Donne
| Specialità  | Oro                                                                             | Argento                                                                   | Bronzo                                                                  |
| Individuali |                                                                                 |                                                                           |                                                                         |
| Fioretto    | Caroline Wutz                                                                   | Agata Kantorska                                                           | Polina Repina Vassiliki Vougiouka                                       |
| Spada       | Tetjana Novakovs'ka                                                             | Magdalena Piekarska                                                       | Natalia Markovska Tiffany Geroudet                                      |
| Sciabola    | Ekaterina D'jačenko                                                             | Ol'ha Charlan                                                             | Sof'ja Velikaja Bianca Pascu                                            |
| A squadre   |                                                                                 |                                                                           |                                                                         |
| Fioretto    | Russia Julija Birjukova Larisa Korobejnikova Polina Repina Aida Šanaeva         | Germania Maria Bartkowski Sandra Bingenheimer Viola Hänlein Caroline Wutz | Ungheria Tekla Gemesi Fanni Kreiss Mercédesz Lemberg Anne-Carole Zouari |
| Spada       | Ucraina Elena Čiščahorova Oleksandra Firsova Tetjana Novakovs'ka Jana Šemjakina | Israele Anastasia Ferdman Zelta Lerner Noam Mills Lydiya Vorobiyov        | Svizzera Miriam De Sepibus Tiffany Geroudet Lorraine Marty Simone Näf   |
| Sciabola    | Ucraina Ol'ha Charlan Olena Chomrova Ol'ha Kiselëva Halyna Pundyk               | Russia Ekaterina D'jačenko Sof'ja Velikaja Ol'ga Sozina Alena Knjažkina   | Ungheria Veronika Gergácz Szilvia Minda Réka Pető Dóra Varga            |